# Блискітники
Блискі́тники (лат. Nitidulidae Latreille, 1802) — родина дрібних жуків. Розмір більшості не перевищує 0,5 см. Тіло блискуче, часто плескате; надкрила покривають усе тіло або усічені, вусики булавоподібні, тазики задніх ніг широко розставлені. Всього відомо близько 2300, а у фауні України — близько 140 видів. Одні з них рослиноїдні (наприклад, ріпаковий квіткоїд — шкідник насіння ріпака, капусти, коксагизу та ін. рослин), інші — хижі, знищують попелиць, щитівок, червеців та личинок короїдів; деякі живляться трупами тварин.
Вагомий внесок у вивчення цієї групи жуків зробив вихованець Харківської ентомологічної школи О.Г. Кірейчук.